# Nazalou Lolowua
Nazalou Lolowua is een bestuurslaag in het regentschap Gunungsitoli van de provincie Noord-Sumatra, Indonesië. Nazalou Lolowua telt 1190 inwoners (volkstelling 2010).